# Wydział Filologiczny Uniwersytetu Marii Curie-Skłodowskiej
Wydział Filologiczny Uniwersytetu Marii Curie-Skłodowskiej – jeden z 13 wydziałów Uniwersytetu Marii Curie-Skłodowskiej.

## Historia
Wydział powstał 1 września 2019 roku, na mocy zarządzenia Rektora UMCS w wyniku podziału Wydziału Humanistycznego na dwa osobne wydziały: Filologiczny oraz Historii i Archeologii.

## Kierunki kształcenia
Dostępne kierunki:
- Anglistyka (studia I i II stopnia)
- Architektura informacji (studia I i II stopnia)
- E-edytorstwo i techniki redakcyjne (studia I i II stopnia)
- Filologia polska (studia I i II stopnia)
- Germanistyka (studia I i II stopnia)
- Hispanistyka (studia I i II stopnia)
- Intercultural communication in education and the workplace (studia II stopnia)
- Italianistyka (studia I stopnia)
- Kulturoznawstwo (studia I i II stopnia)
- Lingwistyka stosowana, spec. angielski z francuskim (studia I i II stopnia)
- Lingwistyka stosowana, spec. angielski z hiszpańskim (studia I i II stopnia)
- Lingwistyka stosowana, spec. angielski z niemieckim (studia I i II stopnia)
- Lingwistyka stosowana, spec. angielski z portugalskim (studia I i II stopnia)
- Lingwistyka stosowana, spec. angielski z rosyjskim (studia I i II stopnia)
- Logopedia z audiologią (studia I i II stopnia)
- Polsko niemieckie studia kulturowe i translatorskie (studia I stopnia)
- Portugalistyka - studia portugalsko-brazylijskie (studia I stopnia)
- Romanistyka (studia I i II stopnia)
- Rusycystyka (studia I stopnia)
- Technologie cyfrowe w animacji kultury (studia I i II stopnia)
- Ukrainistyka (studia I stopnia)

## Władze Wydziału
W kadencji 2020–2024:
| Stanowisko                 | Imię i nazwisko                          |
| -------------------------- | ---------------------------------------- |
| Dziekan                    | prof. dr hab. Barbara Hlibowicka-Węglarz |
| Prodziekan ds. kształcenia | dr hab. Jarosław Krajka                  |
| Prodziekan ds. studenckich | dr hab. Joanna Szadura                   |

## Struktura organizacyjna

### Instytut Językoznawstwa i Literaturoznawstwa
Dyrektor: prof. dr hab. Arkadiusz Bagłajewski
- Katedra Anglistyki i Amerykanistyki
- Katedra Edukacji Polonistycznej
- Katedra Germanistyki
- Katedra Hispanistyki
- Katedra Historii Literatury Polskiej
- Katedra Językoznawstwa Angielskiego i Ogólnego
- Katedra Językoznawstwa Słowiańskiego
- Katedra Lingwistyki Stosowanej
- Katedra Literaturoznawstwa Słowiańskiego
- Katedra Logopedii i Językoznawstwa Stosowanego
- Katedra Portugalistyki im. Luisa Lindleya Cintry
- Katedra Romanistyki
- Katedra Semantyki, Pragmatyki i Teorii Języka
- Katedra Tekstologii i Gramatyki Języka Polskiego
- Katedra Współczesnej Literatury i Kultury Polskiej
- Pracownia Etnolingwistyczna im. Jerzego Bartmińskiego

### Instytut Nauk o Kulturze
Dyrektor: dr hab. Ewa Głażewska
- Katedra Informacji i Kultury Cyfrowej
- Katedra Kultury Audiowizualnej i Nauk o Sztuce
- Katedra Kultury i Historii Żydów
- Katedra Niematerialnego Dziedzictwa Kulturowego